# 郊区 (徐州市)
徐州市郊区，中国旧区名。
1958年由徐州市王陵、环城二区及贾汪、大黄山、利国等矿区合置。在今江苏省徐州市郊。1960年撤销，改设贾汪镇。1963年又从贾汪镇析置郊区办事处。1978年撤销，分别并入矿区和贾汪区。 